# Microgramma chrysolepis
Microgramma chrysolepis är en stensöteväxtart som först beskrevs av William Jackson Hooker, och fick sitt nu gällande namn av Crabbe. Microgramma chrysolepis ingår i släktet Microgramma och familjen Polypodiaceae. Inga underarter finns listade.